# Bangladeshs nationalvåben
Bangladeshs nationalvåben blev indført kort efter uafhængigheden i 1971. 
På emblemet er en åkande mellem på risneg. Over åkanden er fire stjerner og et trekløver af teblade. Åkanden er landets nationalblomst, og repræsenterer de mange floder som løber gennem Bangladesh. Risnegene repræsenterer risen som en af hovedbestanddelene i maden i Bangladesh, og hovedafgrøden for nationens landbrug. De fire stjerner repræsenterer de fire grundlæggende principper som blev inkluderet i Bangladeshs første forfatning i 1972: nationalisme, sekularisme, socialisme og demokrati.
| Artikelstump | Spire Denne artikel om et rigsvåben eller statsvåben er en spire som bør udbygges. Du er velkommen til at hjælpe Wikipedia ved at udvide den. |